# Marie-George Buffet
Marie-George Buffet (ur. 7 maja 1949 w Sceaux) – francuska polityk, sekretarz generalny Francuskiej Partii Komunistycznej, parlamentarzystka, była minister sportu.

## Życiorys
Pochodzi z rodziny Kosellek posiadającej polskie korzenie. Uzyskała licencjat z historii i geografii, pracowała w merostwie Le Plessis-Robinson. W 1969 przystąpiła do Francuskiej Partii Komunistycznej, w 1987 została członkinią jej komitetu centralnego.
W 1997 uzyskała po raz pierwszy mandat deputowanej do Zgromadzenia Narodowego. Złożyła go po kilku miesiącach, by objąć urząd ministra młodzieży i sportu w rządzie Lionela Jospina. Stanowisko to zajmowała do 2002. Wykonywała też mandat radnej regionu Île-de-France.
W 2001 została sekretarzem krajowym Francuskiej Partii Komunistycznej w miejsce Roberta Hue. Rok później uzyskała reelekcję do niższej izby parlamentu. Była kandydatką PCF na urząd prezydenta Francji w wyborach w 2007. 4 stycznia tego samego roku zawiesiła swoją działalność jako pierwsza sekretarz partii na okres kampanii wyborczej. Odpadła w pierwszej turze, otrzymując poparcie wynoszące 1,93% głosów. 24 kwietnia 2007 ponownie została przewodniczącą komunistów (pełniła tę funkcję do 2010).
W wyborach parlamentarnych w tym samym roku po raz trzeci w swej politycznej karierze uzyskała mandat deputowanej do Zgromadzenia Narodowego, w okręgu Seine-Saint Denis. Również w 2012 i 2017 z powodzeniem ubiegała się o reelekcję.